# Sahāmābād
Sahāmābād (persiska: سَهام آباد, سهام آباد) är en ort i Iran.   Den ligger i provinsen Hamadan, i den nordvästra delen av landet, 300 km väster om huvudstaden Teheran. Sahāmābād ligger 1 700 meter över havet och antalet invånare är 315.
Terrängen runt Sahāmābād är lite kuperad.Runt Sahāmābād är det ganska tätbefolkat, med 86 invånare per kvadratkilometer. Närmaste större samhälle är Tūyserkān, 13,0 km öster om Sahāmābād. Trakten runt Sahāmābād består i huvudsak av gräsmarker.